# Uładzimir Karatkievič
Uładzimir Karatkievič (n. 26 noiembrie 1930, Orša, RSS Bielorusă, URSS – d. 25 iulie 1984, Minsk, RSS Bielorusă, URSS) a fost un scriitor belarus.
1. 1 2  The Fine Art Archive, accesat în 1 aprilie 2021